# Karel Brückner
Karel Brückner (ur. 13 listopada 1939 w Ołomuńcu) – czeski piłkarz i trener piłkarski. Po latach owocnej pracy z reprezentacją młodzieżową, w 2002 roku został selekcjonerem seniorskiej kadry, z którą zdobył brązowy medal na Euro 2004.

## Kariera trenerska
Niektóre z zamieszczonych tu informacji wymagają weryfikacji.
Dokładniejsze informacje o tym, co należy poprawić, być może znajdują się w dyskusji tej sekcji.
 Po wyeliminowaniu niedoskonałości należy usunąć szablon [[Szablon:Dopracować|]] z tej sekcji.
Nazywany wielkim strategiem (velký stratég), jest jednym z najbardziej znanych czeskich trenerów.
W latach 80. i 90. wyrobił sobie markę solidnego trenera ligowego. Trzykrotnie był szkoleniowcem Sigmy Ołomuniec.
W 1997 roku został selekcjonerem młodzieżowej reprezentacji Czech, z którą w 2000 roku zdobył wicemistrzostwo Europy. W tamtej drużynie grało wielu zawodników, którzy później byli filarami dorosłej reprezentacji: Petr Čech, Marek Jankulovski, Roman Týce, Zdeněk Grygera, Tomáš Ujfaluši czy Marek Heinz. W finałowym meczu młodzi Czesi ulegli Włochom 1:2, tracąc bramkę na kilka minut przed końcem spotkania.
W 2002 roku zastąpił Jozefa Chovanca na stanowisku selekcjonera pierwszej reprezentacji. Zdobył dużą sympatię kibiców oraz szacunek wielu obserwatorów po Euro 2004, gdzie prowadzona przez niego drużyna grała skutecznie i widowiskowo, i przez wielu była typowana do roli zwycięzcy turnieju. Czesi pechowo (bramka stracona w dogrywce w 106 minucie) przegrali w półfinale, a mistrzostwo zdobyli ich pogromcy – Grecy. W meczu grupowym z Holandią, dzięki udanym decyzjom kadrowym i taktycznym jego drużyna potrafiła ze stanu 0:2 wyprowadzić wynik na zwycięskie 3:2.
W listopadzie 2005 roku po wygraniu dwumeczu barażowego z Norwegią (1:0, 1:0) Czesi po raz pierwszy od powstania samodzielnego państwa awansowali do mistrzostw świata, ale w Niemczech, mimo zwycięstwa 3:0 ze Stanami Zjednoczonymi w pierwszym meczu, nie wyszli z grupy. Szkoleniowcem Czech Brückner był także na Euro 2008, na którym prowadzona przez niego reprezentacja nie wyszła ze swojej grupy. Po tym turnieju Czech został zwolniony ze stanowiska, a jego miejsce zajął Petr Rada.
W lipcu 2008 roku Brückner zaczął pracować jako szkoleniowiec w Austrii. Na tym stanowisku był przez dziewięć miesięcy, po czym, na początku marca został zwolniony.
W 2020 roku został odznaczony Medalem Za Zasługi I stopnia.

## Sukcesy trenerskie
- wicemistrzostwo Czech 1996 z Sigmą Ołomuniec
- Puchar Słowacji 1995 z Interem Bratysława
- wicemistrzostwo Europy 2000 z reprezentacją Czech U-21
- III-IV miejsce na Euro 2004 oraz start (faza grupowa) w Mundialu 2006 i Euro 2008 z reprezentacją Czech